# 北海道道99号和寒鹰栖线
北海道道99号和寒鹰栖线（日语：北海道道99号和寒鷹栖線）是一条连结北海道和寒町和鹰栖町的主要道级道路（北海道道）。

## 路線数据
- 起点：北海道上川郡和寒町西町（＝北海道道48号和寒幌加内线交点）
- 終点：北海道上川郡鹰栖町13線5号（＝北海道道72号旭川幌加内线交点）
- 总長：27.9千米

## 经过的自治体
- 上川综合振兴局
  - 上川郡和寒町
  - 上川郡鷹栖町

## 主要连接道路
- 和寒町
  - 北海道道48号和寒幌加内线
- 鷹栖町
  - 北海道道520号鷹栖东鷹栖比布线＝13線13号
  - 北海道道251号雨龙旭川线＝13線10号
  - 北海道道72号旭川幌加内线

## 历史
- 1976年8月31日 路線勘定（路線编号为900）。
- 1994年10月1日 路線编号变更。

1957年（昭和32年）7月25日撤销已勘定的原道道245号（当時）和寒旭川線，重新进行勘定的路线。

## 事件
- 2003年（平成15年）9月举行的环北海道自行车赛曾使用本道作为比赛路线的一部分[4]。